# Municipio de White Lake (Míchigan)
El municipio de White Lake (en inglés: White Lake Township) es un municipio ubicado en el condado de Oakland en el estado estadounidense de Míchigan. En el año 2010 tenía una población de 30019 habitantes y una densidad poblacional de 312,7 personas por km².

## Geografía
El municipio de White Lake se encuentra ubicado en las coordenadas 42°39′28″N 83°30′21″O / 42.65778, -83.50583. Según la Oficina del Censo de los Estados Unidos, el municipio tiene una superficie total de 96 km², de la cual 86.82 km² corresponden a tierra firme y (9.56%) 9.18 km² es agua.

## Demografía
Según el censo de 2010, había 30019 personas residiendo en el municipio de White Lake. La densidad de población era de 312,7 hab./km². De los 30019 habitantes, el municipio de White Lake estaba compuesto por el 95.32% blancos, el 1.12% eran afroamericanos, el 0.42% eran amerindios, el 0.94% eran asiáticos, el 0.02% eran isleños del Pacífico, el 0.63% eran de otras razas y el 1.56% pertenecían a dos o más razas. Del total de la población el 2.99% eran hispanos o latinos de cualquier raza.

## Educación
Las Walled Lake Consolidated Schools sirve una sección del municipio.